# Sesc Santo Amaro
O Sesc Santo Amaro é um centro de cultura e lazer localizado na cidade de São Paulo. Pertence a instituição brasileira privada do Serviço Social do Comércio (SESC). O teatro do local tem capacidade para 270 pessoas.

## Crítica
Em 28 de setembro de 2014, foi publicado na Folha de S.Paulo o resultado da avaliação feita pela equipe do jornal ao visitar os sessenta maiores teatros da cidade de São Paulo. O teatro do Sesc Santo Amaro foi premiado com quatro estrelas, "bom", com o consenso: "[O] teatro novo tem bons assentos, sinalização e visibilidade - as poltronas laterais, no entanto, têm uma grade de proteção que atrapalha um pouco a visão. O espaço conta com estrutura típica de outros Sescs, como comedoria, piscina e área de convivência. A programação é composta de atividades variadas, de peças infantis a shows. O teatro diz que as barras laterais só atrapalham pessoas de estatura inferior a 1,45 m."